# كارلوس فالكو، مركيز غرينون الخامس
كارلوس فالكو، مركيز غرينون الخامس (بالإسبانية: Carlos Falcó)‏ (و. 1937 – 2020 م) هو شخصية أعمال إسباني، توفي عن عمر يناهز 83 عاماً، بسبب المرض التنفسي الحاد المرتبط بفيروس كورونا المستجد 2019.

## مناصب
تولى منصب Grandee ‏
.

## التعليم
تعلم في الجامعة الكاثوليكية في لوفان، وتعلم في University of Leuven ‏، وتحصل منها على مهندس زراعي، وتعلم في جامعة كاليفورنيا، وتحصل منها على مهندس زراعي.